# Râul Gușoeni
Râul Gușoeni este un curs de apă, un afluent de stânga al râului Pesceana, care este un afluent de dreapta al râului Olt din județul Vâlcea. Se varsă în Pesceana în dreptul localitatății omonime numelui râului, Gușoeni, Vâlcea.

## Generalități
Râul Gușoeni nu are afluenți semnificativi.

## Hărți
- Harta județului Vâlcea - Județul Vâlcea